# Synallaxis cinerea
El pijuí de Bahía (Synallaxis cinerea), es una especie de ave paseriforme de la familia Furnariidae perteneciente al numeroso género Synallaxis. Es endémica de una pequeña región del este de Brasil.

## Distribución y hábitat
Se distribuye por el este de Brasil, en el interior y sur del estado de Bahía y noreste de Minas Gerais.
Esta especie es considerada muy local, pero puede ser bastante común, en su hábitat natural: el sotobosque y especialmente los bordes de selvas húmedas montanas de la Mata atlántica a altitudes entre 500 a 1000 m. Aparentemente tolera bosques secundarios.

## Descripción
Mide entre 15 y 17 cm de longitud y pesa entre 16 y 21 g. Se parece mucho con Synallaxis ruficapilla con quien no se sobrepone, pero difiere por sus partes bajas de color gris oscuro. De color rufo y marrón. Corona, alas y cola rufas. Partes superiores marrón intenso con tintes oliváceos. Lista superciliar pos-ocular marrón amarillento brillante, y face gris oscuro. Garganta gris moteada de claro, oscureciendo hasta el abdomen gris oscuro, con tintes marrones.

## Estado de conservación
El pijuí de Bahía fue calificado como casi amenazada por la Unión Internacional para la Conservación de la Naturaleza (IUCN), debido a que su zona de distribución es muy pequeña y a que su población, estimada entre 4400 y 13 200 individuos maduros. A pesar de que la población es ahora estimada en un número bastante mayor al anterior, parece estar decayendo rápidamente debido a la pérdida de hábitat.

### Amenazas
En la Serra de Ouricana, los bosques han virtualmente desaparecido debido a la expansión de los pastajes y cultivos. Permanecen unos pocos fragmentos de floresta, de propiedad privada, que están bajo presión de deforestación e incendios arrastrándose de áreas cultivadas. En 1999, el mayor fragmento remanente, de cerca de 3 km² había sido ampliamente destruido y la sobrevivencia de esta especie en esa área era altamente cuestionable.  Quema ilegal de carbón vegetal y deforestación han sido observadas inclusive en el  parque nacional de la Chapada Diamantina, otro de los pocos locales donde se encuentra la especie.

### Acciones de conservación
Ocurre en el parque nacional de la Chapada Diamantina en el estado de Bahía que, a pesar de área protegida, no ofrece protección de facto.

## Comportamiento
Sus hábitos son muy semejantes a S. ruficapilla, a pesar de que parece estar mucho menos relacionado con bambuzales que esta.

### Alimentación
En pares o en familias, buscan alimento acompañando bandadas mixtas, principalmente en el sotobosque. Revuelve el follaje, ramaje y cáscara de árboles de forma acrobática a la procura de insectos.

### Vocalización
El canto es un frecuentemente rápido y repetido par de notas nasales, algunas veces sonando atropelladas, principalmente cuando ambos miembros de la pareja están vocalizando; no tiene el mismo patrón distintivo de S. ruficapilla.

## Sistemática

### Descripción original
La especie S. cinerea fue descrita originalmente por el naturalista alemán Maximilian zu Wied-Neuwied en 1831 bajo el nombre científico Synallaxis cinereus; su localidad tipo es: «camino capitán Filisberto, sur de Bahía, Brasil» y permaneció por mucho tiempo como un sinónimo más moderno de Synallaxis ruficapilla.

### Etimología
El nombre genérico femenino «Synallaxis» puede derivar del griego «συναλλαξις sunallaxis, συναλλαξεως sunallaxeōs»: intercambio; tal vez porque el creador del género, Vieillot, pensó que dos ejemplares de características semejantes del género podrían ser macho y hembra de la misma especie, o entonces, en alusión a las características diferentes que garantizan la separación genérica; una acepción diferente sería que deriva del nombre griego «Synalasis», una de las ninfas griegas Ionides. El nombre de la especie «cinerea», proviene del latín «cinereus»: ceniciento, color gris ceniza.

### Redescubrimiento
Fue redescubierta en 1992 en la Serra de Ouricana, cerca de Boa Nova, este de Bahía, Brasil, y descrita como nueva para la ciencia bajo el nombre Synallaxis whitneyi por los ornitólogos brasileños José Fernando Pacheco y Luiz Pedreira Gonzaga en 1995. Inicialmente se pensaba ser un sinónimo de S. cinerea (según Whitney & Pacheco 2001), pero el nombre whitneyi fue recolocado por el Comité de Clasificación de Sudamérica (SACC) (2006) a través de la aprobación de la Propuesta N° 223.
Posteriormente, la correcta interpretación del texto original de la descripción en alemán de S. cinerea por Bauernfeind et al. (2014) convenció al SACC de que efectivamente el nombre tiene prioridad, y fue restablecido mediante la aprobación de la Propuesta n.º 692 en noviembre de 2015.

### Taxonomía
Se considera que forma un grupo con Synallaxis ruficapilla y S. infuscata. Análisis recientes, utilizando la morfología y vocalizaciones, sugieren que, dentro del grupo, solo S. ruficapilla y S. infuscata deberían ser considerados como taxones válidos, y que la presente especie debería ser sinónimo de ruficapilla.  Sin embargo, con base en la filogenética molecular, se recomienda continuar con el reconocimiento de las tres especies, a pesar de las evidencias de flujo genético entre ruficapilla y cinerea; este estudio también encontró evidencias de que un taxón no descrito de la Amazonia oriental de Brasil es hermano de la presente y de S. ruficapilla; y que el pariente más próximo a este grupo sería S. moesta (de los contrafuertes andinos orientales). Futuros análisis más profundos podrían tal vez clarificar la verdadera situación taxonómica. Es monotípica.